# Lijst van eredoctoraten van de Universiteit Wageningen

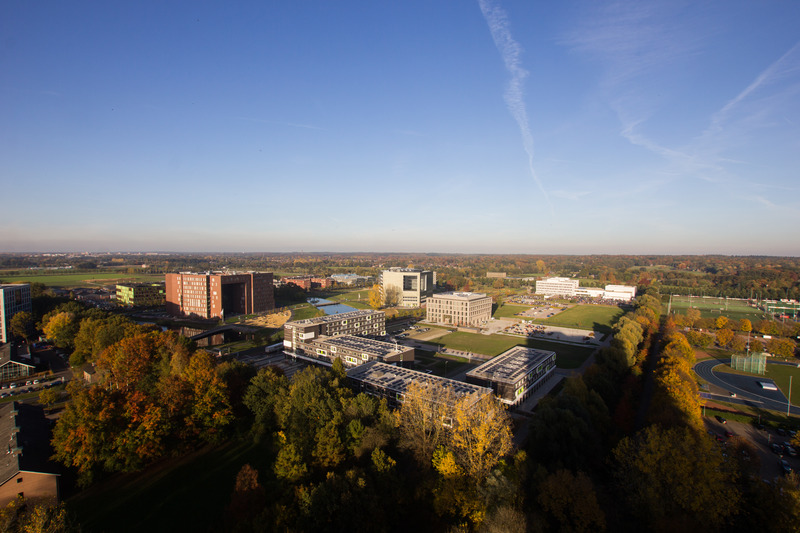
Campus Wageningen Universiteit (2017)

Dit is een lijst van de eredoctoraten van de Universiteit Wageningen. De universiteit werd in 1876 opgericht als Rijkslandbouwschool en werd een instelling van hoger onderwijs in 1918. In 2016 werd besloten de Engelstalige naam Wageningen University te gebruiken.
Eredoctoraten worden in Wageningen eens in de vijf jaar uitgereikt. Wageningen reikt eredoctoraten uit aan "toponderzoekers met een internationale reputatie en maatschappelijke relevantie".

## Sinds 2000

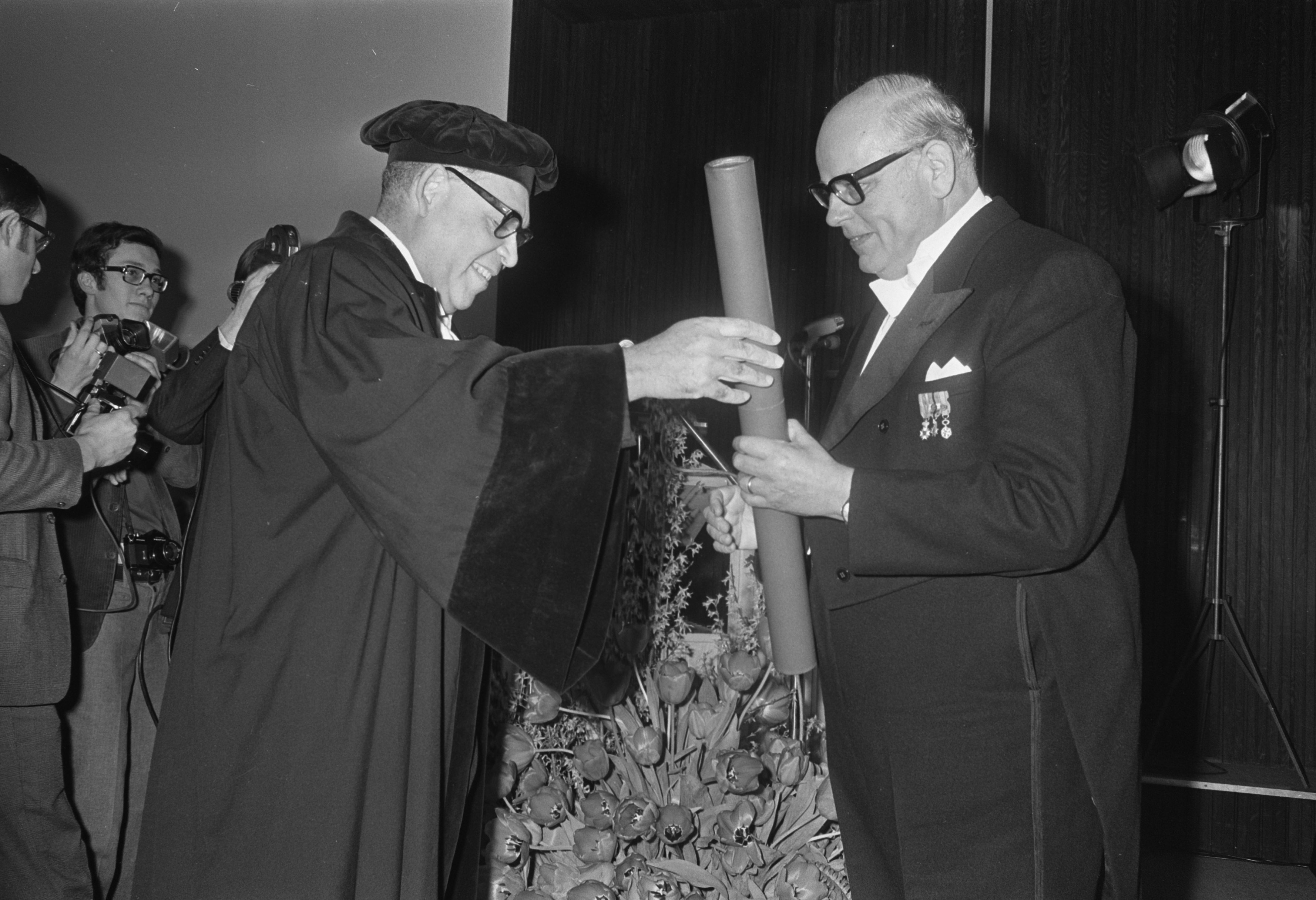
Uitreiking Wagenings eredoctoraat in 1970

| Jaar | Naam                     | Afbeelding | Vakgebied            |
| ---- | ------------------------ | ---------- | -------------------- |
| 2023 | Dennis David Baldocchi   |            | biometeorologie      |
| 2023 | Valerie Trouet           |            | ecologie             |
| 2023 | Willy Verstraete         |            | microbiologie        |
| 2018 | Katrina Brown            |            | ontwikkelingsstudies |
| 2018 | Carl Folke               |            | ecologie             |
| 2018 | Eugene Koonin            |            | evolutiebiologie     |
| 2018 | Zhang Fusuo              |            | plantenvoeding       |
| 2013 | Graham Farquhar          |            | biofysica            |
| 2013 | Richard Lenski           |            | evolutiebiologie     |
| 2013 | Brian Staskawicz         |            | plantenbiologie      |
| 2008 | David Baulcombe          |            | genetica             |
| 2008 | Daniel Pauly             |            | mariene biologie     |
| 2003 | Walter Willett           |            | voedingsdeskundige   |
| 2003 | Robert McNeill Alexander |            | zoölogie             |
| 2003 | Richard Leakey           |            | paleontologie        |
| 2000 | Partha Dasgupta          |            | economie             |
| 2000 | Per Pinstrup-Andersen    |            | voedseleconomie      |
| 2000 | Nevin S. Scirmshaw       |            | voedselverwerking    |

## 1918-1999
| Jaar | Naam                          | Afbeelding | Vakgebied                                  |
| ---- | ----------------------------- | ---------- | ------------------------------------------ |
| 1998 | Gene Likens                   |            | ecologie                                   |
| 1998 | Chris R. Somerville           |            | biologie                                   |
| 1993 | Owen R. Fennema               |            | voedselchemie                              |
| 1993 | P.E. Kenmore                  |            | biologie                                   |
| 1993 | Theo Quené                    |            | planologie                                 |
| 1993 | Otto Soemarwoto               |            | botanie, plantfysiologie                   |
| 1993 | Joan Thirsk                   |            | agrarische geschiedenis                    |
| 1988 | A. Kemp                       |            | grasland                                   |
| 1988 | Monkombu Swaminathan          |            | genetica                                   |
| 1988 | Jan de Veer                   |            | dir. Landbouw-Economisch Instituut         |
| 1983 | H. de Bakker                  |            | bodemkunde                                 |
| 1983 | Gelia T. Castillo             |            | ontwikkelingseconomie                      |
| 1983 | J. Gremmen                    |            | boomziekten                                |
| 1978 | Ester Boserup                 |            | landbouweconomie                           |
| 1978 | James Dooge                   |            | hydrologie                                 |
| 1976 | Ray F. Smith                  |            | entomologie                                |
| 1976 | G. Veenstra                   |            | inspectie landbouwonderwijs                |
| 1974 | Piet Boijen de Boer           |            | stikstofbemesting                          |
| 1974 | D.J. Maltha                   |            | literatuuronderzoek                        |
| 1970 | Addeke Hendrik Boerma         |            | wereldvoedselprogramma VN                  |
| 1968 | N.G. Addens                   |            | landbouwgeschiedenis                       |
| 1968 | J. Boldingh                   |            |                                            |
| 1968 | Mohanlal Lallubhai Dantwala   |            | landbouweconomie                           |
| 1968 | A.W. van der Plassche         |            | directeur-generaal Ministerie van Landbouw |
| 1963 | J.F. Van den Branden          |            | entomologie (Gent)                         |
| 1963 | Theodorus Christiaan Oudemans |            | boomkunde                                  |
| 1958 | A.G. Dumon                    |            | plantveredeling                            |
| 1956 | Sicco Mansholt                |            | landbouwpolitiek                           |
| 1953 | F.P. Mesu                     |            | cultuurtechniek                            |
| 1948 | John Boyd Orr                 |            | directeur-generaal FAO                     |
| 1948 | Stefan Louwes                 |            | directeur voedselvoorziening NL            |
| 1948 | Sikke Smeding                 |            | drooglegging Zuiderzee                     |
| 1947 | Ernst Heinrich Krelage        |            | bloembollencultuur                         |
| 1945 | Derk Siewert Huizinga         |            | directeur landbouwonderwijs                |
| 1938 | Schelto van Citters           |            | president-curator Landbouwhogeschool Wag.  |
| 1938 | Bouwe Sjollema                |            | dierziekten                                |
| 1928 | Johannes Hendrikus Aberson    |            | scheikunde                                 |
| 1928 | Salomon Leefmans              |            | entomologie                                |
| 1928 | Hugo de Vries                 |            | genetica                                   |
| 1926 | Adolf Mayer                   |            | virusziekten                               |
| 1921 | L. Broekema                   |            | veeteelt, voedingsleer                     |
| 1918 | Folkert Posthuma              |            | landbouwspecialist; Minister van Landbouw  |
| 1918 | Petrus van Hoek               |            | directeur-generaal Ministerie van Landbouw |